# 리앤 피노크
리앤 피노크(Leigh-Anne Pinnock, 1991년 10월 4일 ~ )는 잉글랜드의 가수, 패션 블로거이다. 걸그룹 리틀 믹스의 멤버이다.

## 생애
1991년 10월 4일 버킹엄에서 태어났다. 사라, 시안 루이즈라는 자매 2명이 있다. 조상 중 자메이카, 바베이도스계 조상이 있다.

## 경력

### 블로거
2015년 2월부터 "리 러브스" (Leigh Loves)라는 패션 블로그 운영을 시작했다.